# Sympany

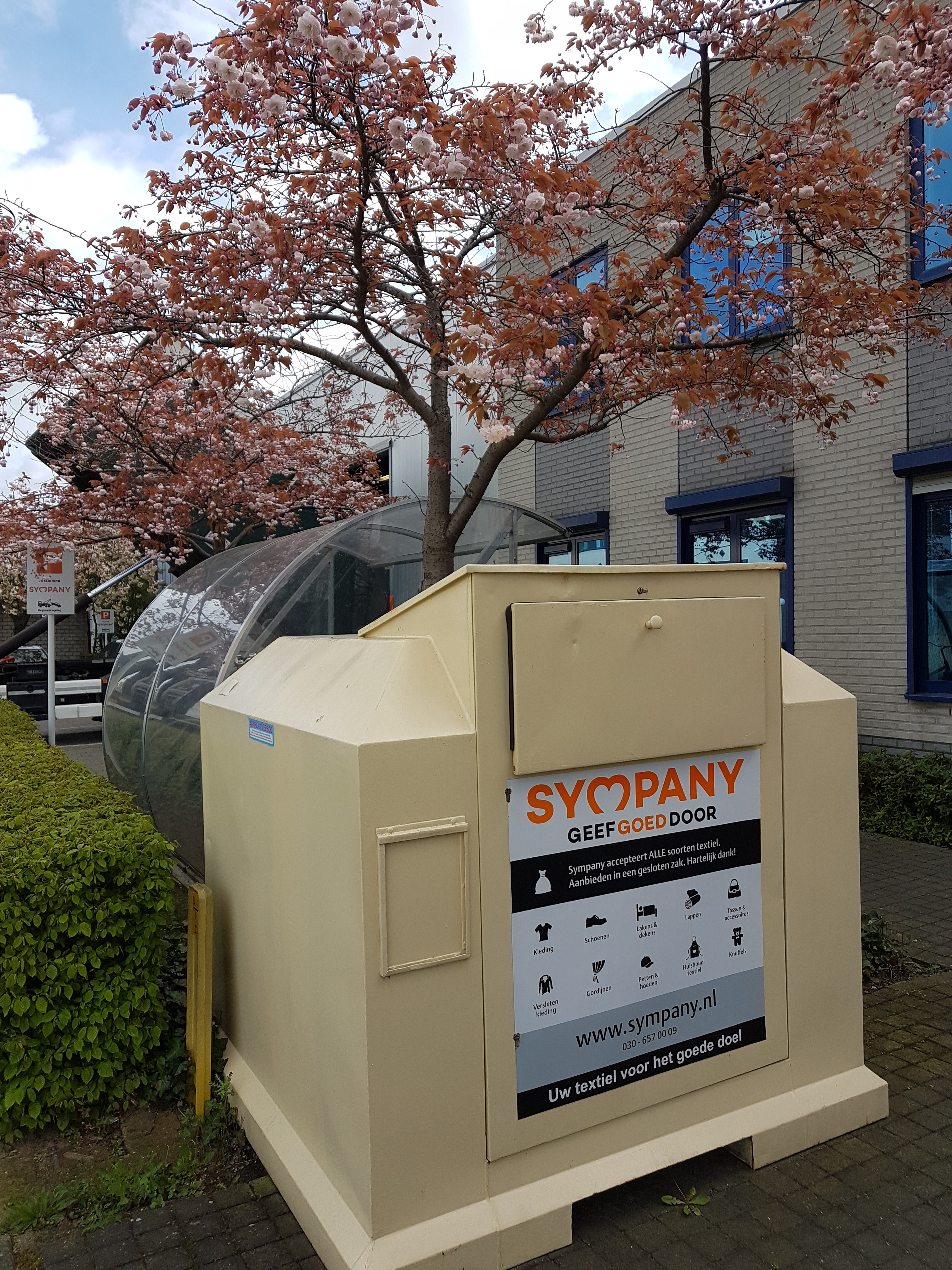
Container van Sympany

Sympany is een Nederlandse niet-gouvernementele organisatie die tweedehands kleding en schoenen inzamelt voor hergebruik en recycling, waarbij de opbrengsten naar goede doelen gaan. Dit inzamelen gebeurt door middel van kledingcontainers in de openbare ruimte en middels inzamelacties.
Alle bruikbare kleding en schoeisel wordt verkocht en hergebruikt in Oost-Europa en Afrika. De gehele netto opbrengst van deze inzamelactiviteiten wordt gebruikt om projecten te financieren in Malawi, Angola, Congo-Kinshasa, Ethiopië en India. Daarnaast werft Sympany institutionele fondsen voor de projecten.
Sympany ontstond in 2015 uit een fusie tussen het in 1975 opgerichte KICI en Humana.